# Eudaemonia
Eudaemonia es un género de polillas de la familia Saturniidae. Son nativas de África; tienen largas colas en las alas posteriores.

## Especies
Incluye las siguientes especies:
- Eudaemonia argiphontes Maassen, 1877
- Eudaemonia argus (Fabricius, 1777)
- Eudaemonia troglophylla Hampson, 1919